# Драфт НХЛ 1963
Любительский драфт НХЛ 1963 года состоялся 5 июня в отеле «Королева Елизавета» в Монреале.

## Процедура драфта
На первом любительском драфте в Монреале в 4-х раундах был выбран 21 хоккеист. Первым номером драфта стал Гэрри Монахан, выбранный клубом «Монреаль Канадиенс». Не все перспективные молодые хоккеисты смогли принять участие в первом драфте, поскольку у многих из них уже были спонсоры в НХЛ и они не имели права участвовать в драфте. Все выбранные игроки представляли Канаду и ни один вратарь не был представлен на драфте. Только пять выбранных игроков сумели в дальнейшем закрепиться в НХЛ и лишь один — Питер Маховлич выигрывал с «Монреаль Канадиенс» Кубок Стэнли.

## Итоги драфта
В представленном ниже списке полностью приведён первый раунд драфта и наиболее успешные игроки из более поздних кругов драфта.
Легенда:
   # = Номер драфта, С = Страна, А = Амплуа, И = Игры, Г = Голы, П = Передачи, О = Очки, Ш = Штрафные минуты

  Игрок = Участник «Матча всех звёзд»
| 1-й раунд | 1-й раунд          |        |                |    | Итого в НХЛ | Итого в НХЛ | Итого в НХЛ | Итого в НХЛ | Итого в НХЛ |
| #         | Команда            | C      | Игрок          | А  | И           | Г           | П           | О           | Ш           |
| --------- | ------------------ | ------ | -------------- | -- | ----------- | ----------- | ----------- | ----------- | ----------- |
| 1         | Монреаль Канадиенс | Канада | Гэрри Монахан  | ЦН | 748         | 116         | 169         | 285         | 484         |
| 2         | Детройт Ред Уингз  | Канада | Питер Маховлич | ЦН | 884         | 288         | 485         | 773         | 916         |
| 3         | Бостон Брюинз      | Канада | Орест Ромашина | ЛН | -1          | -1          | -1          | -1          | -1          |
| 4         | Нью-Йорк Рейнджерс | Канада | Эл Осборн      | ПН | -1,1        | -1,1        | -1,1        | -1,1        | -1,1        |
| 5         | Чикаго Блэк Хокс   | Канада | Арт Хэмпсон    | З  | -1,2        | -1,2        | -1,2        | -1,2        | -1,2        |
| 6         | Торонто Мэйпл Лифс | Канада | Уолт Маккечни  | ЦН | 955         | 214         | 392         | 606         | 469         |
| Р#3       | -3                 | -3     | -3             | -3 | -3          | -3          | -3          | -3          | -3          |
| 17        | Торонто Мэйпл Лифс | Канада | Джим Маккенни  | З  | 604         | 82          | 247         | 329         | 294         |
| Р#4       | -4                 | -4     | -4             | -4 | -4          | -4          | -4          | -4          | -4          |
| 21        | Торонто Мэйпл Лифс | Канада | Джерри Михан   | ЛН | 670         | 180         | 243         | 423         | 111         |

## Статистика драфта
- Количество хоккеистов игравших в НХЛ: 5;
- Процент игравших в НХЛ от общего числа игроков: 23,8;
- Среднее количество игр за карьеру в НХЛ: 772;
- Среднее количество голов за карьеру в НХЛ: 176;
- Среднее количество очков за карьеру в НХЛ: 483;
- Среднее количество штрафных минут за карьеру в НХЛ: 455.